# Cuando vivas conmigo
Cuando Vivas Conmigo, é uma telenovela colombiana produzida em 2016 por Caracol Televisión.
Foi protagonizada por Caterin Escobar, Diego Trujillo, Sandra Reyes e Christian Tappan, com a participação especial de Norma Nivia, Juan Manuel Lenis, Linda Lucía Callejas, María José Vargas, Ana Victoria Beltrán e Diego Garzón.

## Elenco
- Caterin Escobar — Armida López
- María José Vargas — Armida (joven)
- Diego Trujillo — Ismael Herrera
- Sandra Reyes — Gertrudis López
- Karen Novoa — Gertrudis (joven)
- Christian Tappan — Felicito Yanequé
- Linda Lucía Callejas — Josefa Méndez
- Diego Garzón — Miguel Yanequé
- Norma Nivia — Magdalena Herrera
- Juan Manuel Lenis — Ignacio ‘Escobita’ Herrera
- José Daniel Cristancho — Tiburcio Yanequé
- Freddy Ordóñez — Sargento Carlos Alberto Lituma
- Víctor Hugo Morant — Capitán Óscar Silva
- Fernando Lara — Padre Pepín Odonoban
- Kimberly Reyes — Mabel Barraza Muñoz
- Gary Forero — ‘Foncho’ Martínez
- Ana Victoria Beltrán — Martha Contreras
- Tatiana Rentería — Lucila
- Juan Carlos Messier — Claudio
- Luis Fernando Salas — Narciso Veranda
- Juan Pablo Obregón —  Albeiro Jaramillo
- Alex Adames — Gerardo
- Tatiana Arango — Johanna Rodríguez
- Laura Peñuela — Aurora
- Santiago Moure — Orlando Camargo
- Inés Oviedo — Briggith
- Juan David Galindo — Rigoberto
- Luz Stella Luengas Díaz — Dalila Romero
- Zulma Muñoz Ruiz — Constanza
- Alberto León Jaramillo — Francisco ‘Don Pacho’ Martínez
- Alejandro Gutiérrez — Colorado Bignolo[4]
- Katherine Castrillón — Margarita Manrique
- Lady Noriega — ‘La musa’
- Juana del Río — ‘La Silenciosa’
- Diego Armando Landaeta — Luis Veranda
- Shirley Gómez — Andrea
- Isabel Cristina Villarreal
- Ana Sofía Jiménez
- María Irene Toro
- Flor Manrique
- Guillermo José Barreto
- Crisanto
- Isabel
- Micaela

## Prêmios e Nomeações

### Prêmio Índia Catalina
| Ano  | Categoria                                          | Nomeação         | Resultado |
| ---- | -------------------------------------------------- | ---------------- | --------- |
| 2017 | Prêmio Índia Catalina de Melhor Ator de Telenovela | Christian Tappan | Indicado  |